# Rodney Frelinghuysen
Rodney Procter Frelinghuysen est un homme politique américain né le 29 avril 1946 à New York. Membre du Parti républicain, il est élu du New Jersey à la Chambre des représentants des États-Unis de 1995 à 2019.

## Biographie

### Jeunesse et débuts en politique
Rodney Frelinghuysen est le fils du représentant Peter Frelinghuysen Jr. (en) et l'arrière-petit-fils du secrétaire d'État Frederick T. Frelinghuysen. Après avoir étudié au Hobart and William Smith Colleges (en) et au Trinity College, il s'engage dans l'armée américaine de 1969 à 1971.
En 1974, il est élu à la législature du comté de Morris. Il tente de se faire élire à la Chambre des représentants des États-Unis en 1982 mais perd la primaire républicaine face au député sortant. Il entre à l'Assemblée générale du New Jersey l'année suivante.
Il échoue à nouveau à entrer au Congrès en 1990, battu lors de la primaire par Dick Zimmer dans le 12e district.

### Représentants des États-Unis
Avant les élections de 1994, alors qu'il a remporté les primaires, le représentant républicain Dean Gallo (en) se retire de la course lorsqu'il apprend que son cancer n'est plus en rémission. Gallo soutient alors la candidature de Frelinghuysen, avec qui il a travaillé au comté et à l'Assemblée du New Jersey. Frelinghuysen est désigné candidat par le Parti républicain local,,. Il est élu représentant dans le 11e district du New Jersey avec 71,2 % des voix face au démocrate Frank Herbert. De 1996 à 2006, il est réélu tous les deux ans avec plus de 66 % des suffrages,. À partir de 2008, il est reconduit par 58 à 68 % des électeurs,.
En janvier 2017, il prend la présidence de la commission des dotations de la Chambre (en), qui alloue les crédits du budget fédéral. Il est alors considéré comme l'élu du New Jersey le plus puissant du Congrès,. Pourtant, il devient une cible des démocrates à l'approche des élections de 2018, sa circonscription n'ayant donné qu'un point d'avance à Donald Trump en 2016,. En décembre 2017, il vote contre la réforme fiscale présentée par le Parti républicain. Il explique son vote par son opposition à une limitation du montant des impôts locaux déductibles des impôts fédéraux, qui risque d'augmenter la pression fiscale sur un grand nombre de ses électeurs. Il est alors critiqué par de nombreux conservateurs, qui songent à le remplacer à la tête de la commission. Le mois suivant, Frelinghuysen annonce qu'il ne sera pas candidat à un nouveau mandat,. La presse considère alors que son départ facilite la bascule de son siège, déjà menacé. C'est effectivement la démocrate Mikie Sherrill qui lui succède au Congrès, réunissant 56 % des voix.

## Positions politiques
Rodney Frelinghuysen est considéré comme un républicain modéré. Il s'oppose initialement à l'abrogation de l'Obamacare, avant de finalement voter pour, et vote contre la réforme fiscale républciaine,.